# Беляевка (река)
Беляевка — река в России, протекает в Осинском и Оханском районах Пермского края. Устье реки находится в 510 км по правому берегу Воткинского водохранилища на Каме. Длина реки составляет 12 км, площадь водосборного бассейна 69,6 км².
Исток реки в лесах в 20 км к северо-западу от города Оса. Река течёт на восток, приток — Полуденная (правый). Впадает в боковой залив Воткинского водохранилища у деревни Пташки.

## Данные водного реестра
По данным государственного водного реестра России относится к Камскому бассейновому округу, водохозяйственный участок реки — Кама от Камского гидроузла до Воткинского гидроузла, речной подбассейн реки — бассейны притоков Камы до впадения Белой. Речной бассейн реки — Кама.
По данным геоинформационной системы водохозяйственного районирования территории РФ, подготовленной Федеральным агентством водных ресурсов:
- Код водного объекта в государственном водном реестре — 10010101012111100014622
- Код по гидрологической изученности (ГИ) — 111101462
- Код бассейна — 10.01.01.010
- Номер тома по ГИ — 11
- Выпуск по ГИ — 1